# Jean-Jacques-Louis Hoin
Pour les articles homonymes, voir Hoin.
Jean-Jacques Hoin, né le 10 avril 1722 à Dijon où il est mort le 4 octobre 1772, est un chirurgien français.

## Biographie
Jean-Jacques Hoin est né sur la paroisse Saint Jean de Dijon le 10 avril 1722 ; baptisé le lendemain en l'église Saint Jean, c'est le fils de Pierre Hoin maître chirurgien et de Elisabeth L'Huyt son épouse ; il a eu pour parrain maître Jean-Jacques L'Huyt également chirurgien et pour marraine Marguerite Cornuelle.
Chirurgien diplômé à Dijon, chirurgien externe du grand hôpital, associé de l’Académie de Dijon le 12 août 1740 et pensionné le 16 février 1747, associé de l’Académie royale de chirurgie, Hoin dut sa grande réputation à son habileté et à son travail opiniâtre. Il est surtout connu pour ses exposés sur les hernies du vagin et du périnée, pour ses observations sur la cataracte rayonnée et la cataracte secondaire, et pour ses remarques sur les opérations de la vessie chez les femmes.
Il épouse à l'église Saint Jean de Dijon le 21 avril 1747 Catherine Burette.
Desault a dit en parlant de Hoin qu’il était « recommandable à la fois par son savoir et par son amour pour l’art qu’il professait ». Peu de travailleurs ont accumulé une somme de documents supérieure à celle laissée ce chirurgien. Ses manuscrits comprennent 14 gros volumes in-4° de 500 à 600 pages. Il fut aussi un lecteur assidu des philosophes des Lumières.

## Publications
- Discours sur l’utilité des passions par rapport à la santé, avec un éloge historique de M. Petit, médecin, et l’art de conserver la santé réduit à un seul principe, Paris, 1752, in-8° ;
- Lettres concernant quelques observations sur diverses espèces de cataractes, dans le Mercure de France, août 1759 ;Sur la cataracte radiée.
- Seconde lettre à M. Daviel, sur la cataracte radiée, la convexité du chaton du crystallin, après l’extraction de celui-ci et une cataracte fenêtrée, Mercure de France, mars 1760 ;
- Nouvelle description de l’hermaphrodite Drouart tel qu'on le voit à Dijon en août 1761, Dijon, Veuve Coignard, 1761, in-8°. Après avoir examiné méticuleusement les particularités sexuelles de Michel-Anne Drouart et démontré que la partie masculine serait "impropre à la génération", il envisage une opération chirurgicale sur la partie féminine "qu'autant que la vie célibataire serait trop incommode à Drouart; et qu'animé du désir naturel de contribuer à la propagation de l'espèce humaine, il espérerait devenir mère" ;
- Essai historique sur les différentes opinions, concernant la nature de la cataracte, dans le Mercure de France, décembre 1764 ;
- Mémoire sur la vitalité des enfants, Londres et Paris, 1765, in-8° ;
- Essai sur des hernies rares et peu connues, etc., inséré dans la Nouvelle Méthode de traiter les hernies de Leblanc ;
- Mémoire dans lequel on examine si un curé est mort de mauvais traitemens et surtout d’une mutilation aux parties naturelles, Dijon, 1771, in-4° ;
- Article Anus artificiel dans le Supplément à l'Encyclopédie[2].

Les mémoires de l’Académie royale de chirurgie et ceux de l’Académie de Dijon, renferment un assez grand nombre d’articles de Hoin dont :
- Sur une espèce de cataracte nouvellement observée par Hoin. Mémoires de l’académie royale de chirurgie, t. II, p. 425 à 430. ;
- Observations sur le déplacement de la matrice et du vagin, dans le Mémoire de Sabatier. Mémoires de l’académie royale de chirurgie, t. 3 ;
- Observations sur l’extirpation de l’œil, dans un mémoire de Louis. Mémoires de l’académie royale de chirurgie, t. 5. ;
- Observations sur une amputation, dans l’article du « genou », dans le mémoire de Brasdor. Mémoires de l’académie royale de chirurgie, t. 5 ;
- Mémoire sur l’opération de la taille dans lequel on trouve la description d’un dilatoire-lithotome, les différentes manières de s’en servir dans la taille des femmes, des remarques sur les effets de son application à la taille des hommes, Mémoires de l’académie de Dijon, t. i, p. 193-291, fig. ;
- Observations sur une tumeur carcinomateuse, située au cou d’une femme, Mémoires de l’académie de Dijon, t. II, p. 295-302 ;
- Mémoire sur la maladie des enfans appelée spina bifida, Mémoires de l’académie de Dijon, t. II, p. 106-139, fig.

La partie historique des mêmes volumes de l’Académie de Dijon contient plusieurs observations de Hoin. On en trouve d’autres dans le Journal de Médecine. Il a également fourni la partie « anus artificiel » de l’article « hernie » à l’Encyclopédie de Diderot et D’Alembert (VIII, 175).
Son fils était le peintre Claude Hoin.

## Source
- Jean-Eugène Dezeimeris, Dictionnaire historique de la médecine ancienne et moderne, Paris, Béchet jeune, t. III, 1836, p. 236-7.